# Stegolepis terramarensis
Stegolepis terramarensis är en gräsväxtart som beskrevs av Julian Alfred Steyermark. Stegolepis terramarensis ingår i släktet Stegolepis och familjen Rapateaceae. Inga underarter finns listade i Catalogue of Life.